# Scaphytopius canus
Scaphytopius canus är en insektsart som beskrevs av Hepner 1946. Scaphytopius canus ingår i släktet Scaphytopius och familjen dvärgstritar. Inga underarter finns listade i Catalogue of Life.